# Lista de presidentes do Superior Tribunal Militar

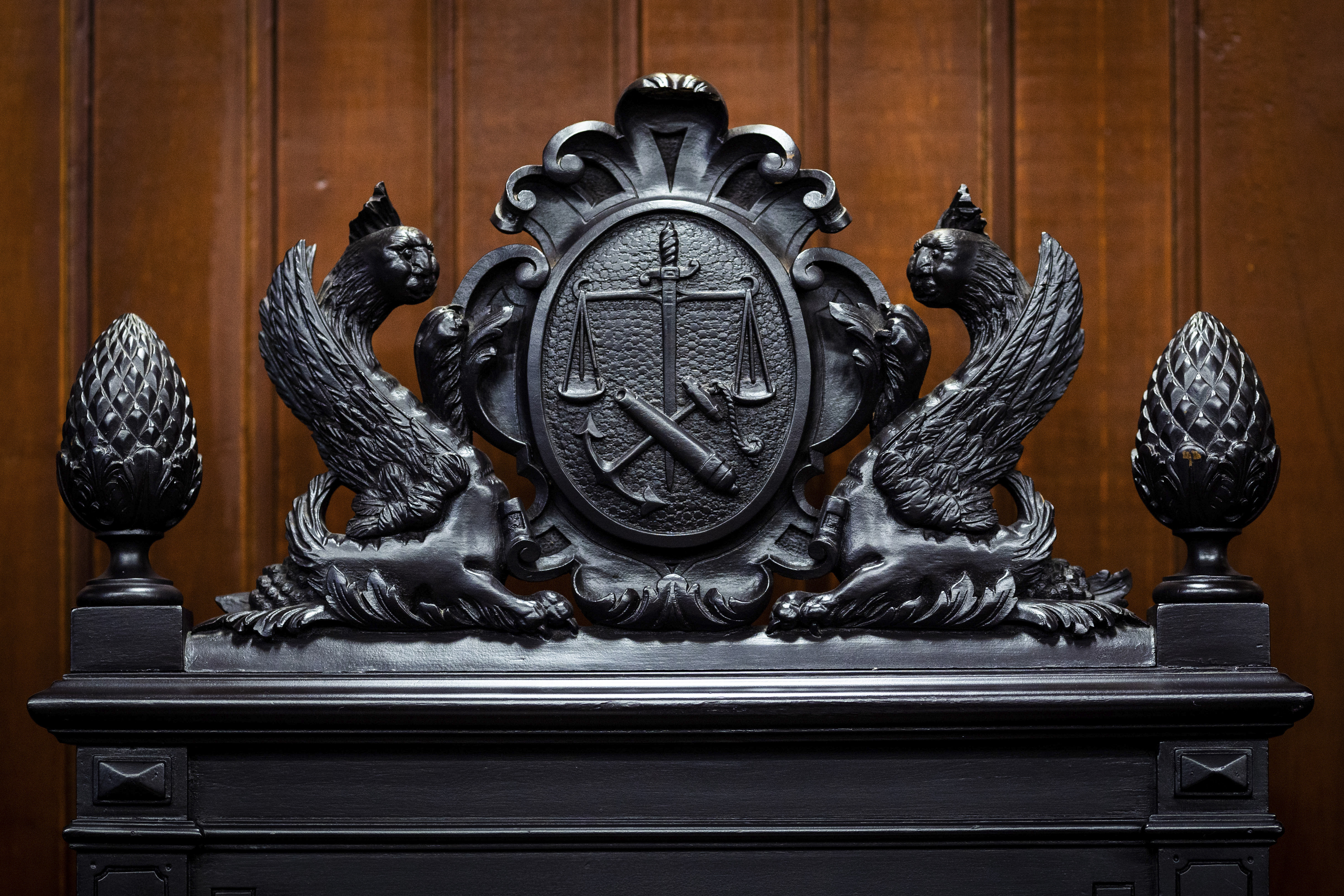
Detalhes dos ornamentos da cadeira do Presidente do STM na atualidade.

Esta é a lista de presidentes do Superior Tribunal Militar (STM) do Brasil, incluindo os presidentes de honra do antigo Conselho Supremo Militar e de Justiça.

## Presidentes de honra do Conselho Supremo Militar e de Justiça (1808–1891)
| N° | Presidente de honra (Nascimento–Falecimento) | Imagem | Período do mandato                                | Duração do mandato         |
| -- | -------------------------------------------- | ------ | ------------------------------------------------- | -------------------------- |
| 1  | D. João VI (1767–1826)                       |        | 1º de abril de 1808 até 26 de abril de 1821       | 13 anos e 25 dias          |
| 2  | D. Pedro I (1798–1834)                       |        | 26 de abril de 1821 até 7 de abril de 1831        | 9 anos, 11 meses e 12 dias |
| 3  | D. Pedro II (1825–1891)                      |        | 7 de abril de 1831 até 15 de novembro de 1889     | 58 anos, 7 meses e 8 dias  |
| 4  | Marechal Deodoro da Fonseca (1827–1892)      |        | 15 de novembro de 1889 até 23 de novembro de 1891 | 2 anos e 8 dias            |

## Presidentes do Supremo Tribunal Militar (1891–1946)
| N° | Presidente (Nascimento–Falecimento)                               | Imagem | Período do mandato                                | Duração do mandato         | Ref. |
| -- | ----------------------------------------------------------------- | ------ | ------------------------------------------------- | -------------------------- | ---- |
| 1  | Marechal Floriano Peixoto (1839–1895) (presidente de honra)       |        | 23 de novembro de 1891 até 18 de julho de 1893    | 1 ano, 7 meses e 25 dias   |      |
| 2  | Almirante Delfim Carlos de Carvalho Barão da Passagem (1825–1896) |        | 18 de julho de 1893 até 20 de maio de 1896        | 2 anos, 10 meses e 2 dias  |      |
| 3  | Almirante Francisco Pereira Pinto Barão de Ivinheima (1817–1911)  |        | 20 de maio de 1896 até 18 de janeiro de 1911      | 14 anos, 7 meses e 29 dias |      |
| 4  | Marechal Francisco de Paula Argolo (1847–1930)                    |        | 18 de janeiro de 1911 até 26 de novembro de 1920  | 9 anos, 10 meses e 8 dias  |      |
| 5  | Marechal José Caetano de Faria (1855–1936)                        |        | 29 de novembro de 1920 até 28 de agosto de 1922   | 1 ano, 8 meses e 30 dias   |      |
| 6  | Marechal Luiz Antônio de Medeiros (1853–1950)                     |        | 29 de novembro de 1922 até 24 de novembro de 1924 | 1 ano, 11 meses e 26 dias  |      |
| 7  | Marechal José Caetano de Faria (1855–1936)                        |        | 24 de novembro de 1924 até 30 de dezembro de 1926 | 2 anos, 1 mês e 6 dias     |      |
| 8  | Marechal Feliciano Mendes de Moraes (1858–1942)                   |        | 30 de dezembro de 1926 até 20 de junho de 1927    | 5 meses e 21 dias          |      |
| 9  | Marechal José Caetano de Faria (1855–1936)                        |        | 20 de junho de 1927 até 17 de julho de 1934       | 7 anos e 27 dias           |      |
| 10 | Vice-almirante Pedro de Frontin (1867–1939)                       |        | 18 de julho de 1934 até 19 de fevereiro de 1938   | 3 anos, 7 meses e 1 dia    |      |
| 11 | General de divisão Francisco Ramos de Andrade Neves (1874–1951)   |        | 1º de abril de 1938 até 25 de julho de 1941       | 3 anos, 3 meses e 24 dias  |      |
| 12 | General de divisão Álvaro Guilherme Mariante (1875–1950)          |        | 30 de julho de 1941 até 5 de janeiro de 1942      | 5 meses e 6 dias           |      |
| 13 | Vice-almirante Raul Tavares (1876–1952)                           |        | 5 de janeiro de 1942 até 7 de março de 1944       | 2 anos, 2 meses e 2 dias   |      |
| 14 | General de divisão Francisco José da Silva Júnior (1879–1948)     |        | 3 de abril de 1944 até 27 de dezembro de 1948     | 4 anos, 8 meses e 24 dias  |      |

## Presidentes do Superior Tribunal Militar (1946–atualmente)
| N° | Presidente (Nascimento–Falecimento)                                          | Imagem | Período do mandato                                | Duração do mandato            | Ref.   |
| -- | ---------------------------------------------------------------------------- | ------ | ------------------------------------------------- | ----------------------------- | ------ |
| —  | General de divisão Francisco José da Silva Júnior (1879–1948)                |        | 3 de abril de 1944 até 27 de dezembro de 1948     | 4 anos, 8 meses e 24 dias     |        |
| 15 | Almirante de esquadra João Francisco Azevedo Milanez (1882–1956)             |        | 27 de dezembro de 1948 até 27 de dezembro de 1950 | 2 anos                        |        |
| 16 | General de exército Mário Ary Pires (1882–1969)                              |        | 27 de dezembro de 1950 até 8 de outubro de 1952   | 1 ano, 9 meses e 11 dias      |        |
| 17 | General de exército Francisco Gil Castelo Branco (1886–1956)                 |        | 8 de outubro de 1952 até 1º de julho de 1956      | 3 anos, 8 meses e 23 dias     |        |
| 18 | Almirante de esquadra Octávio Figueiredo de Medeiros (1889–1965)             |        | 1º de julho de 1956 até 21 de dezembro de 1959    | 3 anos, 5 meses e 20 dias     |        |
| 19 | General de exército Tristão de Alencar Araripe (1894–1969)                   |        | 21 de dezembro de 1959 até 3 de janeiro de 1962   | 2 anos e 13 dias              |        |
| 20 | Tenente-brigadeiro do ar Álvaro Hecksher (1895–1972)                         |        | 3 de janeiro de 1962 até 29 de abril de 1965      | 3 anos, 3 meses e 26 dias     |        |
| 21 | Washington Vaz de Mello (1895–1987)                                          |        | 10 de maio de 1965 até 6 de agosto de 1965        | 2 meses e 27 dias             |        |
| 22 | Almirante de esquadra Diogo Borges Fortes (1897–1981)                        |        | 16 de agosto de 1965 até 8 de fevereiro de 1967   | 1 ano, 5 meses e 23 dias      |        |
| 23 | General de exército Olímpio Mourão Filho (1900–1972)                         |        | 17 de março de 1967 até 17 de março de 1969       | 2 anos                        |        |
| 24 | Tenente-brigadeiro do ar Armando Perdigão (1907–1974)                        |        | 17 de março de 1969 até 19 de março de 1971       | 2 anos e 2 dias               |        |
| 25 | Almirante de esquadra Waldemar de Figueiredo Costa (1904–2003)               |        | 19 de março de 1971 até 19 de março de 1973       | 2 anos                        |        |
| 26 | General de exército Adalberto Pereira dos Santos (1905–1984)                 |        | 19 de março de 1973 até 9 de julho de 1973        | 3 meses e 20 dias             |        |
| 27 | General de exército Jurandir Bizarria Mamede (1906–1998)                     |        | 10 de agosto de 1973 até 19 de março de 1975      | 1 ano, 7 meses e 9 dias       |        |
| 28 | Tenente-brigadeiro do ar Carlos Alberto Huet de Oliveira Sampaio (1907–1999) |        | 19 de março de 1975 até 17 de março de 1977       | 1 ano, 11 meses e 26 dias     |        |
| 29 | Almirante de esquadra Sylvio Monteiro Moutinho (1907–1980)                   |        | 17 de março de 1977 até 27 de maio de 1977        | 2 meses e 10 dias             |        |
| 30 | Almirante de esquadra Hélio Ramos de Azevedo Leite (1911–1993)               |        | 27 de maio de 1977 até 19 de março de 1979        | 1 ano, 9 meses e 20 dias      |        |
| 31 | General de exército Reynaldo Mello de Almeida (1914–2006)                    |        | 19 de março de 1979 até 17 de março de 1981       | 1 ano, 11 meses e 26 dias     |        |
| 32 | Tenente-brigadeiro do ar Faber Cintra (1915–2016)                            |        | 17 de março de 1981 até 17 de março de 1983       | 2 anos                        |        |
| 33 | Almirante de esquadra Octávio José Sampaio Fernandes (1914–1985)             |        | 17 de março de 1983 até 19 de junho de 1984       | 1 ano, 3 meses e 2 dias       |        |
| 34 | Almirante de esquadra Júlio de Sá Bierrenbach (1919–2015)                    |        | 26 de junho de 1984 até 18 de março de 1985       | 8 meses e 20 dias             |        |
| 35 | General de exército Heitor Luiz Gomes de Almeida (1917–2005)                 |        | 18 de março de 1985 até 17 de março de 1987       | 1 ano, 11 meses e 27 dias     |        |
| 36 | Tenente-brigadeiro do ar Antonio Geraldo Peixoto (1919–2013)                 |        | 17 de março de 1987 até 16 de março de 1989       | 1 ano, 11 meses e 27 dias     |        |
| 37 | Almirante de esquadra Raphael de Azevedo Branco (1924–2000)                  |        | 16 de março de 1989 até 19 de março de 1991       | 2 anos e 3 dias               |        |
| 38 | General de exército Haroldo Erichsen da Fonseca (1924–2001)                  |        | 19 de março de 1991 até 19 de março de 1993       | 2 anos                        |        |
| 39 | Tenente-brigadeiro do ar Cherubim Rosa Filho (1926–)                         |        | 19 de março de 1993 até 22 de março de 1995       | 2 anos e 3 dias               | [ 1 ]  |
| 40 | Almirante de esquadra Luiz Leal Ferreira (1926–1998)                         |        | 22 de março de 1995 até 13 de dezembro de 1996    | 1 ano, 8 meses e 21 dias      |        |
| 41 | Antonio Carlos de Seixas Telles (1932–2019)                                  |        | 13 de dezembro de 1996 até 19 de março de 1997    | 3 meses e 6 dias              |        |
| 42 | General de exército Antonio Joaquim Soares Moreira (1928–2017)               |        | 19 de março de 1997 até 4 de março de 1998        | 11 meses e 13 dias            |        |
| 43 | General de exército Edson Alves Mey (1929–)                                  |        | 4 de março de 1998 até 19 de março de 1999        | 1 ano e 15 dias               | [ 2 ]  |
| 44 | Tenente-brigadeiro do ar Carlos de Almeida Baptista (1932–)                  |        | 19 de março de 1999 até 19 de dezembro de 1999    | 9 meses                       | [ 3 ]  |
| 45 | Tenente-brigadeiro do ar Sérgio Xavier Ferolla (1934–)                       |        | 9 de fevereiro de 2000 até 19 de março de 2001    | 1 ano, 1 mês e 10 dias        | [ 4 ]  |
| 46 | Aldo Fagundes (1931–2020)                                                    |        | 19 de março de 2001 até 27 de maio de 2001        | 2 meses e 8 dias              | [ 5 ]  |
| 47 | Olympio Pereira da Silva Junior (1951–)                                      |        | 20 de junho de 2001 até 19 de março de 2003       | 1 ano, 8 meses e 27 dias      | [ 6 ]  |
| 48 | Almirante de esquadra Carlos Eduardo Cezar de Andrade (1934–2014)            |        | 19 de março de 2003 até 10 de fevereiro de 2004   | 10 meses e 22 dias            | [ 7 ]  |
| 49 | Almirante de esquadra José Julio Pedrosa (1935–2011)                         |        | 2 de março de 2004 até 18 de março de 2005        | 1 ano e 16 dias               | [ 8 ]  |
| 50 | General de exército Expedito Hermes Rego Miranda (1935–2012)                 |        | 18 de março de 2005 até 14 de maio de 2005        | 1 mês e 26 dias               | [ 9 ]  |
| 51 | General de exército Max Hoertel (1937–)                                      |        | 1º de junho de 2005 até 16 de março de 2007       | 1 ano, 9 meses e 15 dias      | [ 10 ] |
| 52 | Tenente-brigadeiro do ar Henrique Marini e Souza (1938–2013)                 |        | 16 de março de 2007 até 15 de fevereiro de 2008   | 10 meses e 30 dias            | [ 11 ] |
| 53 | Tenente-brigadeiro do ar Flávio de Oliveira Lencastre (1941–2013)            |        | 29 de fevereiro de 2008 até 19 de março de 2009   | 1 ano e 18 dias               | [ 12 ] |
| 54 | Carlos Alberto Marques Soares (1943–)                                        |        | 19 de março de 2009 até 17 de março de 2011       | 1 ano, 11 meses e 26 dias     | [ 13 ] |
| 55 | Almirante de esquadra Álvaro Luiz Pinto (1945–)                              |        | 17 de março de 2011 até 15 de março de 2013       | 1 ano, 11 meses e 26 dias     | [ 14 ] |
| 56 | General de exército Raymundo Nonato de Cerqueira Filho (1944–)               |        | 15 de março de 2013 até 11 de junho de 2014       | 1 ano, 2 meses e 27 dias      | [ 15 ] |
| 57 | Maria Elizabeth Rocha (1960–)                                                |        | 16 de junho de 2014 até 15 de março de 2015       | 8 meses e 27 dias             | [ 16 ] |
| 58 | Tenente-brigadeiro do ar William de Oliveira Barros (1945–)                  |        | 16 de março de 2015 até 16 de março de 2017       | 2 anos                        | [ 17 ] |
| 59 | José Coelho Ferreira (1950–)                                                 |        | 16 de março de 2017 até 18 de março de 2019       | 2 anos e 2 dias               | [ 18 ] |
| 60 | Almirante de esquadra Marcus Vinicius Oliveira dos Santos (1947–)            |        | 19 de março de 2019 até 17 de março de 2021       | 1 ano, 11 meses e 26 dias     | [ 19 ] |
| 61 | General de exército Luis Carlos Gomes Mattos (1947–)                         |        | 17 de março de 2021 até 28 de julho de 2022       | 1 ano, 4 meses e 11 dias      | [ 20 ] |
| 62 | General de exército Lúcio Mário de Barros Góes (1949–)                       |        | 3 de agosto de 2022 até 16 de março de 2023       | 7 meses e 13 dias             | [ 21 ] |
| 63 | Tenente-brigadeiro do ar Francisco Joseli Parente Camelo (1953–)             |        | 16 de março de 2023 até atualidade                | 2 anos e 4 dias até o momento | [ 22 ] |
| 64 | Maria Elizabeth Rocha (1960–)                                                |        | Eleita, posse pendente                            | Eleita, posse pendente        | [ 23 ] |